# Турко (рід птахів)
Турко (Pteroptochos) — рід горобцеподібних птахів родини галітових (Rhinocryptidae). Містить 3 види.

## Поширення
Представники роду поширені в Чилі та на заході Аргентини. Мешкають у різноманітних середовищах від посушливих чагарників зі скелями та кактусами до вальдивійського лісу з вічнозеленими покритонасінними рослинами.

## Види
- Турко каштановий (Pteroptochos castaneus)
- Турко чорногорлий (Pteroptochos tarnii)
- Турко вусатий (Pteroptochos megapodius)